# Бачай (Россия)
Бачай — деревня в Жигаловском районе Иркутской области России. Входит в состав Лукиновского сельского поселения. Находится на левом берегу реки Илга, примерно в 70 км к юго-юго-западу (SSW) от районного центра, посёлка Жигалово, на высоте 531 метра над уровнем моря.

## Население
| 2002 | 2010 | 2011 | 2012 |
| ---- | ---- | ---- | ---- |
| 49   | ↘25  | →25  | ↗26  |

По данным Всероссийской переписи, в 2010 году численность населения деревни составляла 25 человек (13 мужчин и 12 женщин).

## Улицы
Уличная сеть деревни состоит из одной улицы (ул. Молодёжная).